# Grimme
A Grimme Group (és leányvállalata, a Grimme Landmaschinenfabrik GmbH & Co. KG) egy 1861-ben Dammeban alapított német cég, amely elsősorban burgonya-, sárgarépa-, cukorrépa- és zöldségtechnológiával foglalkozó mezőgazdasági gépeket gyárt. Az Alsó-Szász cég a világ egyik piacvezetője a burgonyatechnológia területén.

## Története

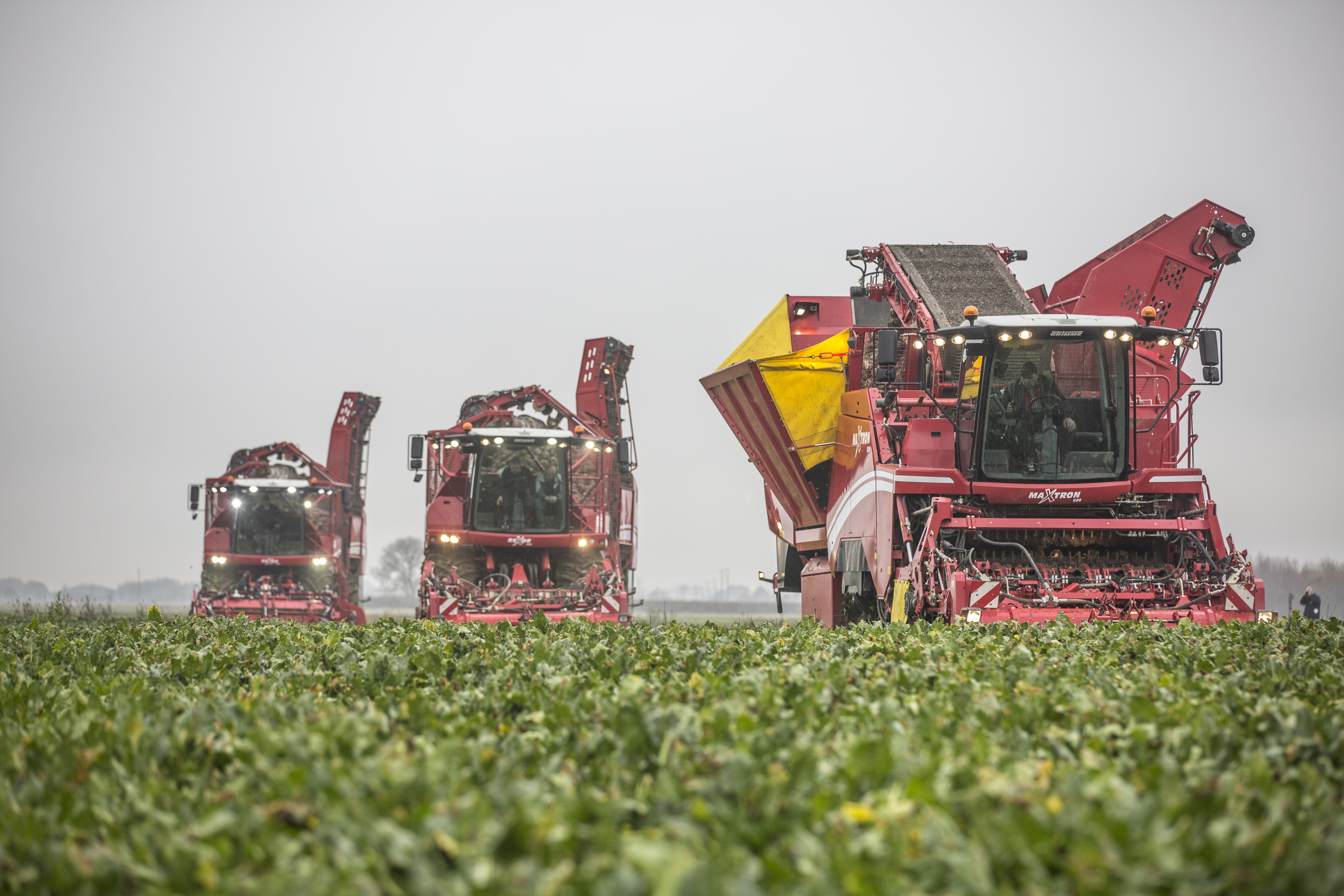
Grimme cukorrépa kiszedők

A Grimme családi vállalkozás 1861-ben Franz Carl Heinrich Grimme által alapított cégből fejlődött ki. A családi dinasztia a burgonya betakarításának automatizálására összpontosított, és 1936 óta gyárt burgonyabetakarítókat. Az első világháború után, 1956-ban az egysoros "Universal" nevű burgonya kombájnt kezdték el gyártani. Az 1960-as évek közepén az alkalmazottak száma mintegy 150-re emelkedett. 1966-ban megkezdődött az "Europa-Standard" nevű kombájn gyártása. 1969-ben Grimme bevezette az első, egysoros önjáró burgonya betakarító gépeket a tartományban, majd öt évvel később termékcsaládját kétsoros hidrosztatikus meghajtású modellekkel bővítette. Az 1970-es évek elején a Grimme-csoportot GmbH & Co. KG-ba alakították át. 1980-ban a vállalat vezetését Franz Grimme átadta fiának, Franz Grimme gépészmérnöknek és üzleti közgazdásznak. A cég ma a burgonya mellett a cukorrépa- és zöldségtechnológiát is kínálja, és több mint 120 országban vannak ügyfelei. A cég szerviz- és értékesítési üzletekkel rendelkezik Angliában, Írországban, USA-ban, Oroszországban, Franciaországban, Hollandiában, Dániában, Lengyelországban, Kínában és Törökországban.

## Termékek

### Cukorrépa betakarítók
- REXOR 620 / 6200 Platinum: önjáró, 6 soros, kéttengelyes, bunker kapacitás 20 tonna (30 m³). A 620-as változat 530 LE, a 6200 Platinum 653 LE motorral kapható.[1]
- REXOR 630 / 6300 Platinum: önjáró, 6 soros, három tengelyes, bunker kapacitás 30 tonna (45 m³). A 630-as változat 625 LE, a 6300 Platinum 653 LE motorral kapható.[2]
- MAXTRON 620: önjáró, 6 soros, bunker kapacitás 22 tonna. (33 m³). Első tengelyén 800 mm széles hevederhajtással van szerelve, a maximális talajvédelem érdekében. A motor teljesítménye 390 kW/530 LE.[3]

### Sárgarépa betakarítók
- KP 1700
- PO-335 BU
- T-100
- T-130
- T-150
- T-200
- T-200 BU
- T-250
- T-260
- T-300
- T-400
- TRS-Serie
- TRS-2-Serie
- SP-200
- SP-250
- SP-260
- SP-300
- SP-400
- SP-600

### Céklabetakarítók
- T-Serie
- SP-Serie

### Káposztabetakarítók
- MK-1000
- TK-1000 E
- TK-160 B
- TK-260 B
- TK-2000 E

### Paszternákbetakarítók
- TR-Serie

### Metélőhagymabetakarítók
- PO-335 FE

### Újhagymabetakarítók
- PO-335 A

### Póréhagymabetakarítók
- PO-335
- T-110 PO
- SP-100 PO

### Vöröshagymabetakarítók
- OT-Serie
- WR-100-Serie
- WR-300
- SL-122-Serie
- SL-63-Serie

### Burgonya betakarítók
- WH 200
- WR 200
- SE 75-20
- SE 140
- SE 75-55
- SE 260
- SE 150-60
- EVO 280
- EVO 290
- SV 260
- GT 170
- GT 300
- VARITRON 220
- VARITRON 270 Platinum
- VARITRON 270 Platinum TERRA TRAC
- HT 200
- HT 210
- VENTOR 4150
- VARITRON 470
- VARITRON 470 Platinum TERRA TRAC
- HT 400
- TW 400

### Vetőgépek
- MATRIX 1200 / 1800: Mechanikus precíziós vetőgép, 12 vagy 18 soros, 45, 48 vagy 50 cm-es sorszélesség, répa, repce és cikória vetéséhez.[4]
- ProAir: Pneumatikus precíziós vetőgép, sárgarépa, hagyma, brokkoli és bors vetéséhez.[5]
- GL 32 E: 2 soros burgonya vetőgép.
- GL 32 F: 2 soros burgonya vetőgép.
- GL 32 B: 2 soros burgonya vetőgép.
- GL 410: 4 soros burgonya vetőgép.
- GL 420: 4 soros burgonya vetőgép.
- GL 660: 6 soros burgonya vetőgép.
- GL 860: 8 soros burgonya vetőgép.
- GB 215: 2 soros burgonya vetőgép.
- GB 230: 2 soros burgonya vetőgép.
- GB 330: 3 soros burgonya vetőgép.
- GB 430: 4 soros burgonya vetőgép.

Grimme gépek
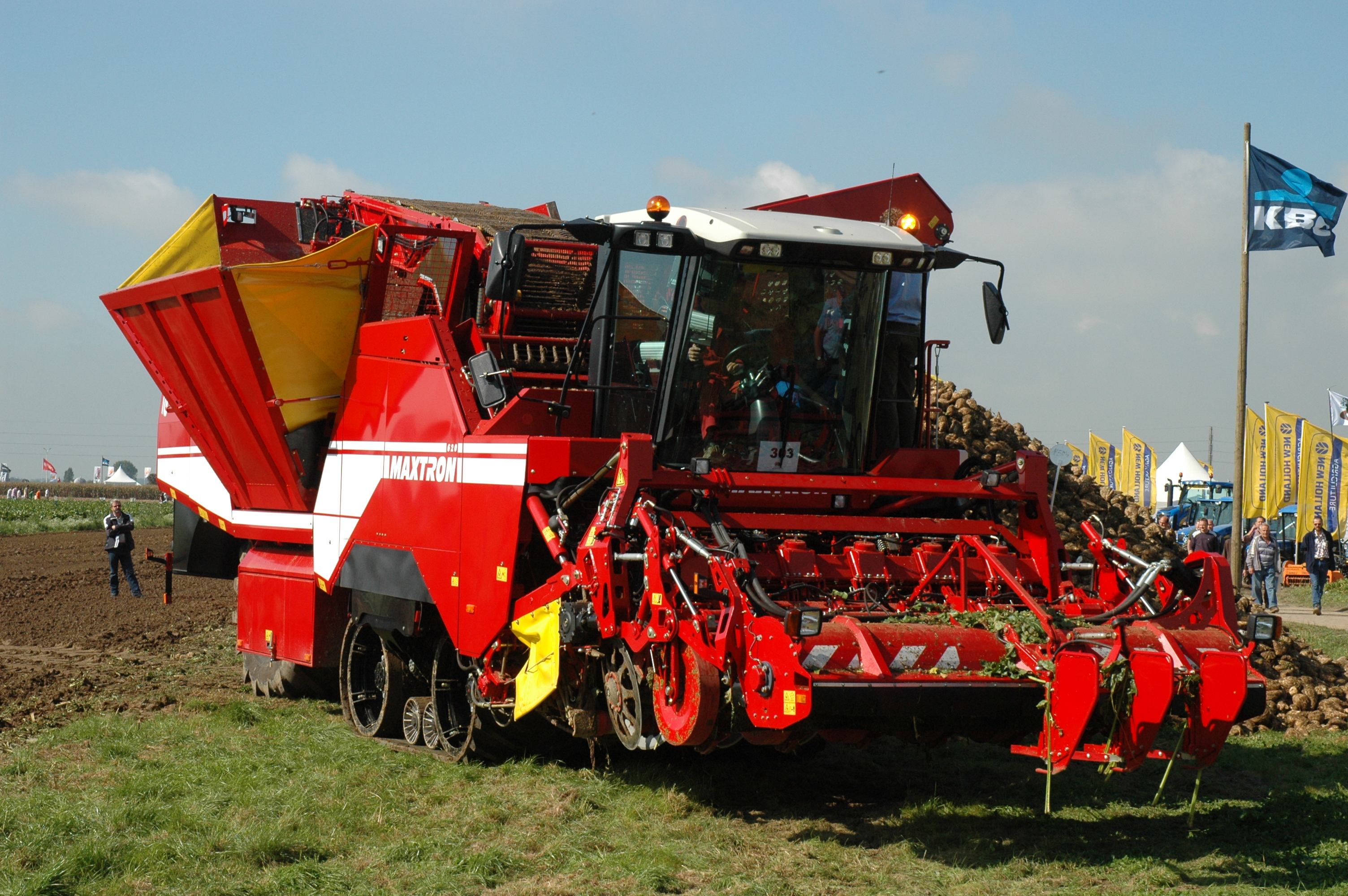
Grimme Maxtron 620, cukorrépa kiszedő
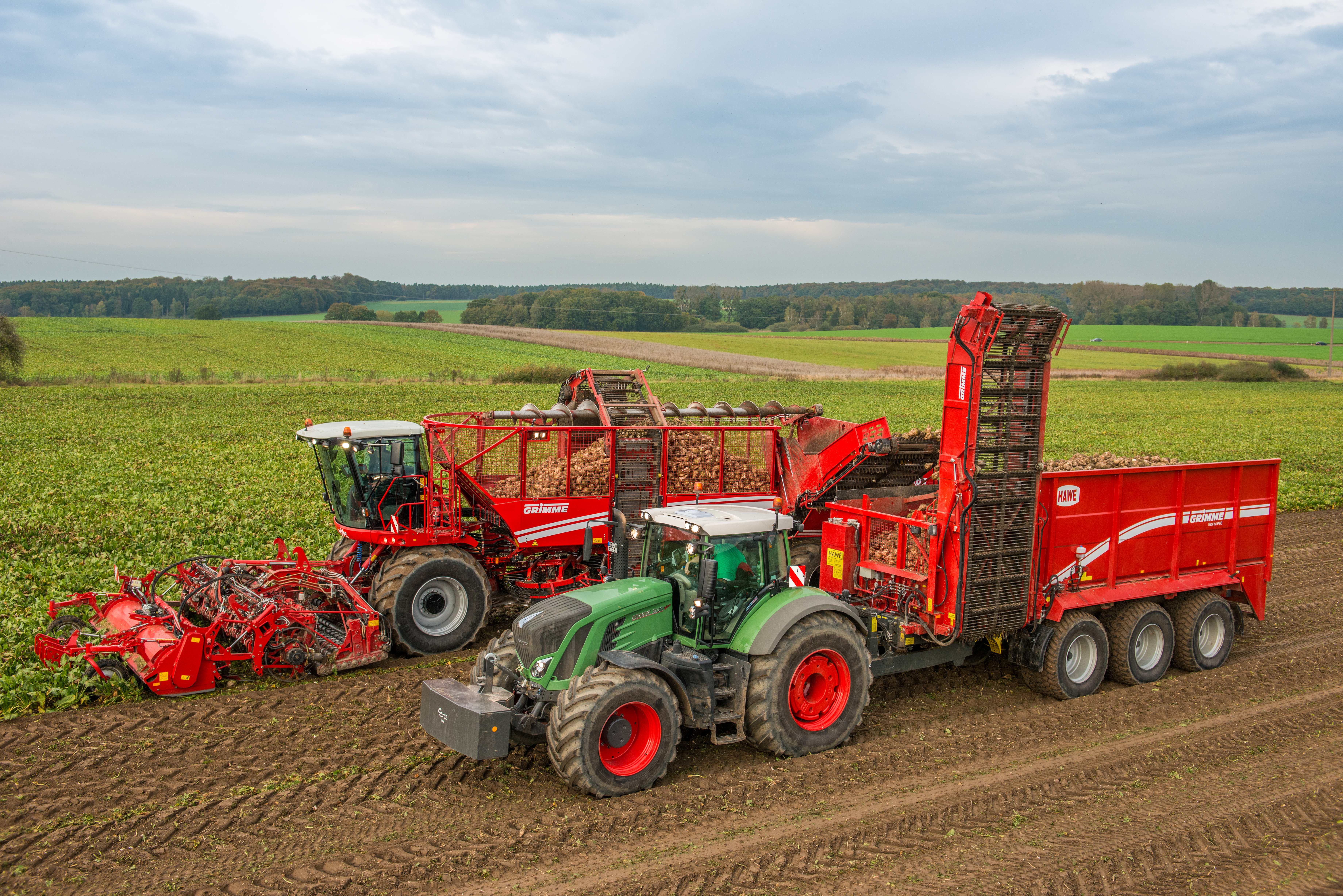
Grimme REXOR 630 és RUW 4000 tartálykocsi
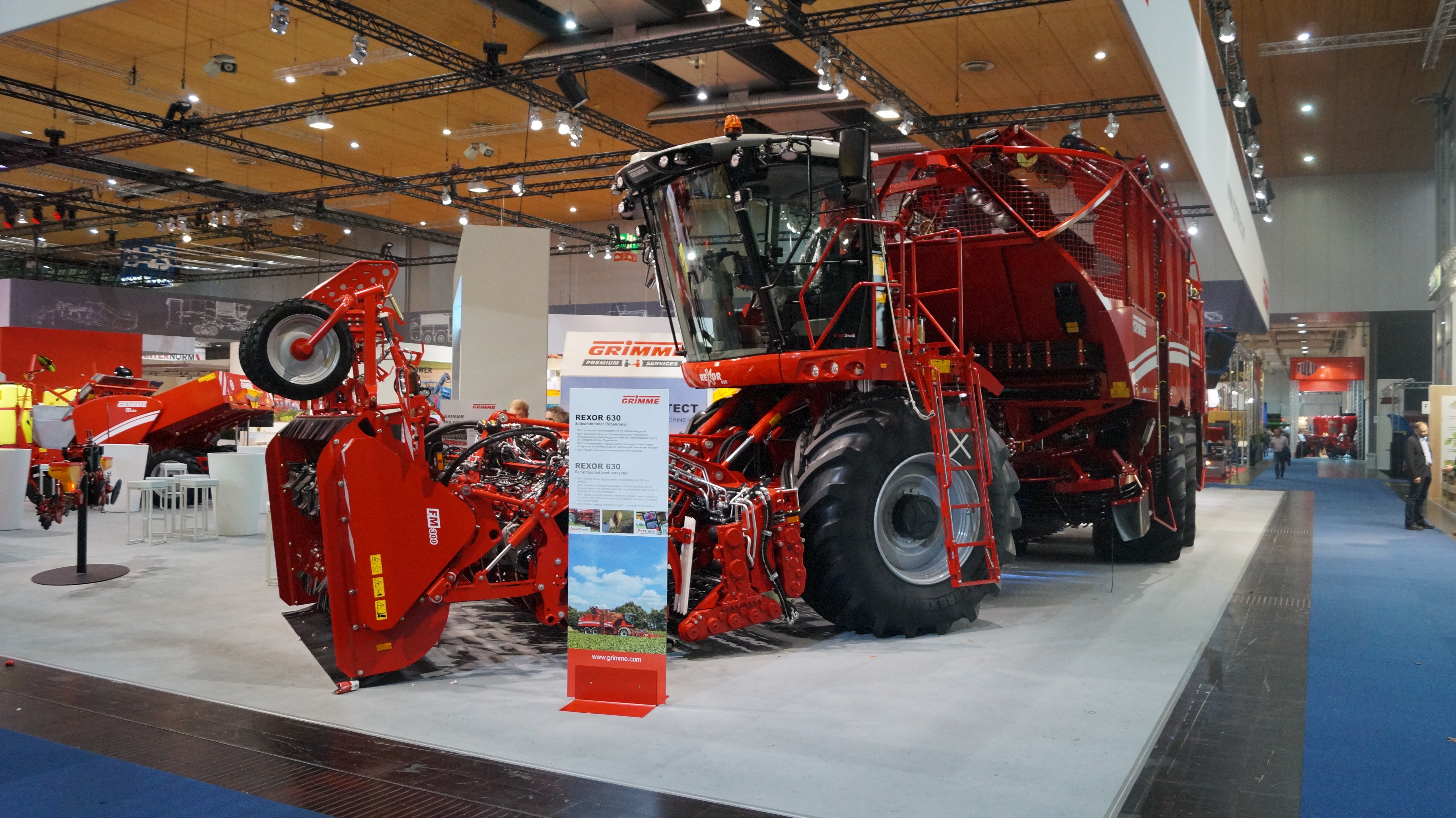
Grimme Rexor 630, cukorrépa kiszedő
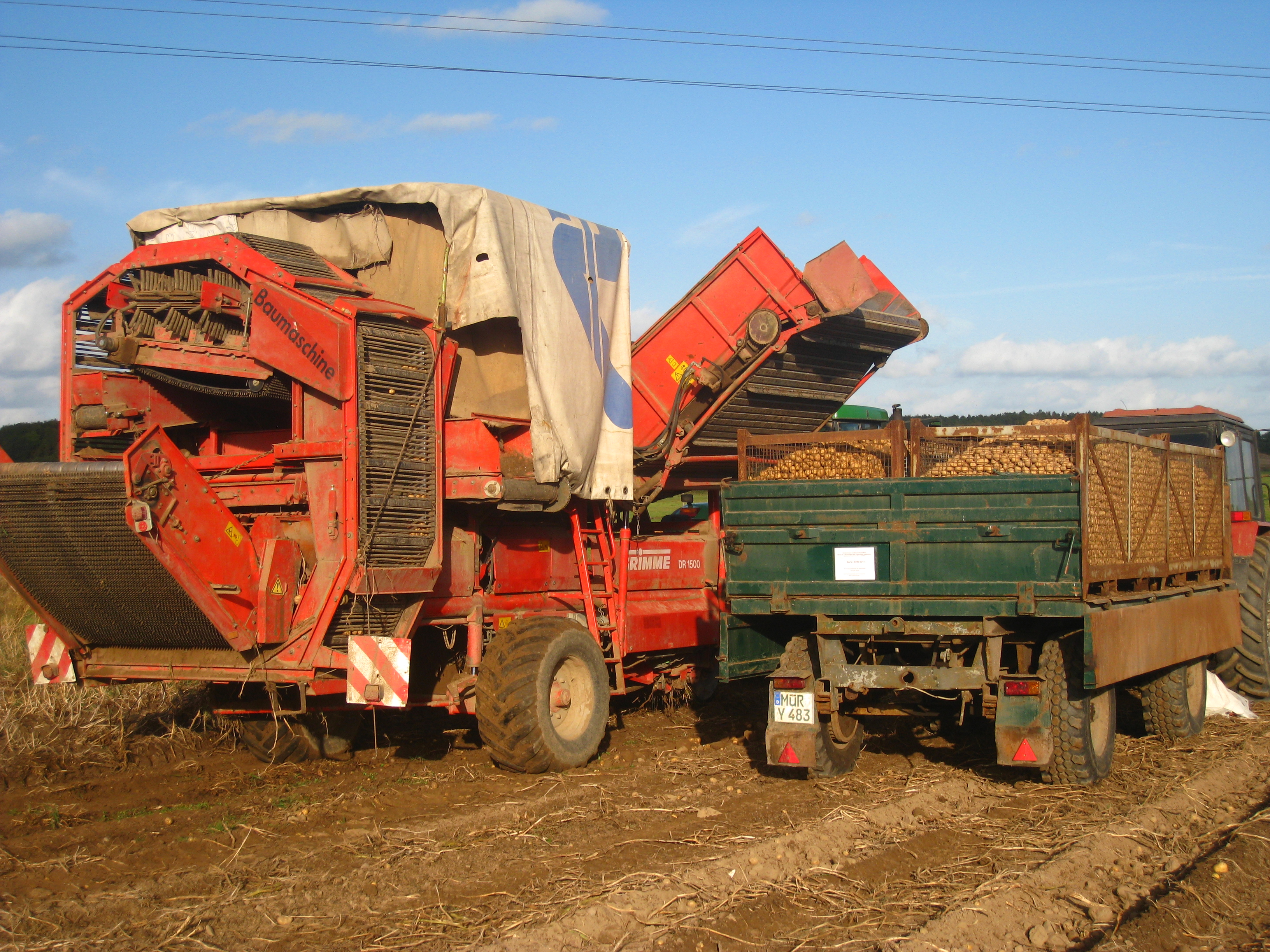
DR 1500, burgonyakiszedő
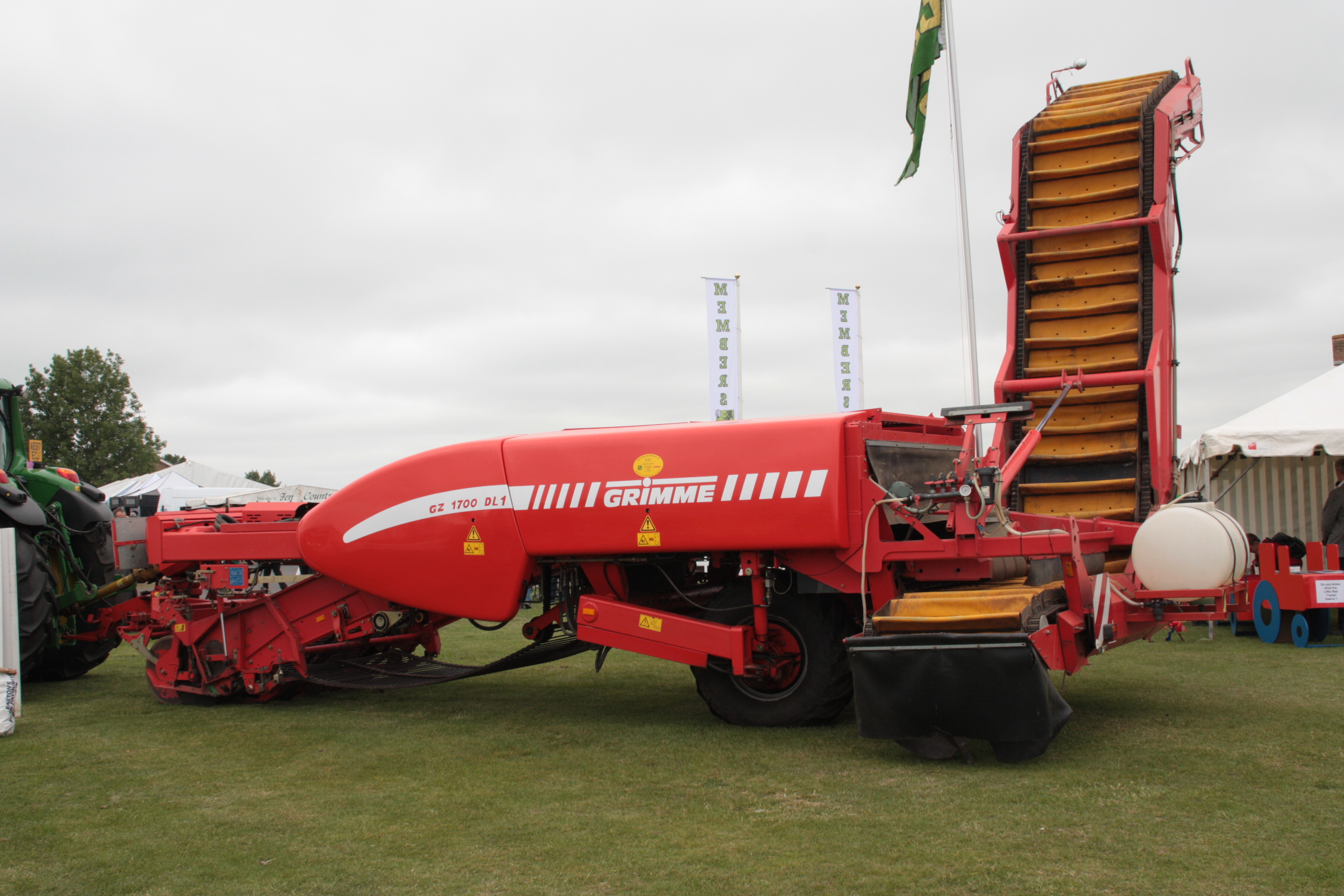
GZ 1700, burgonyakiszedő
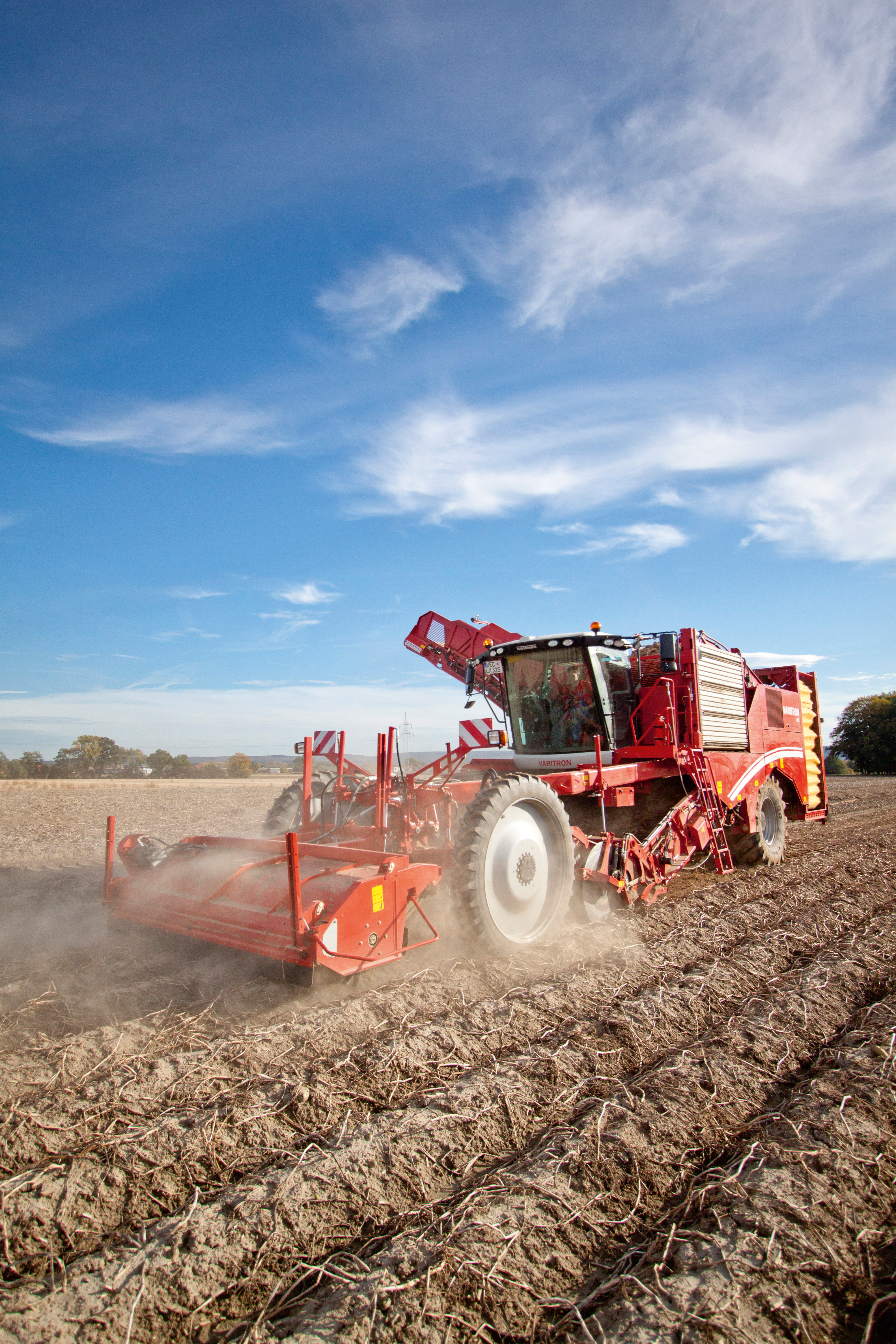
Varitron 470, burgonyakiszedő
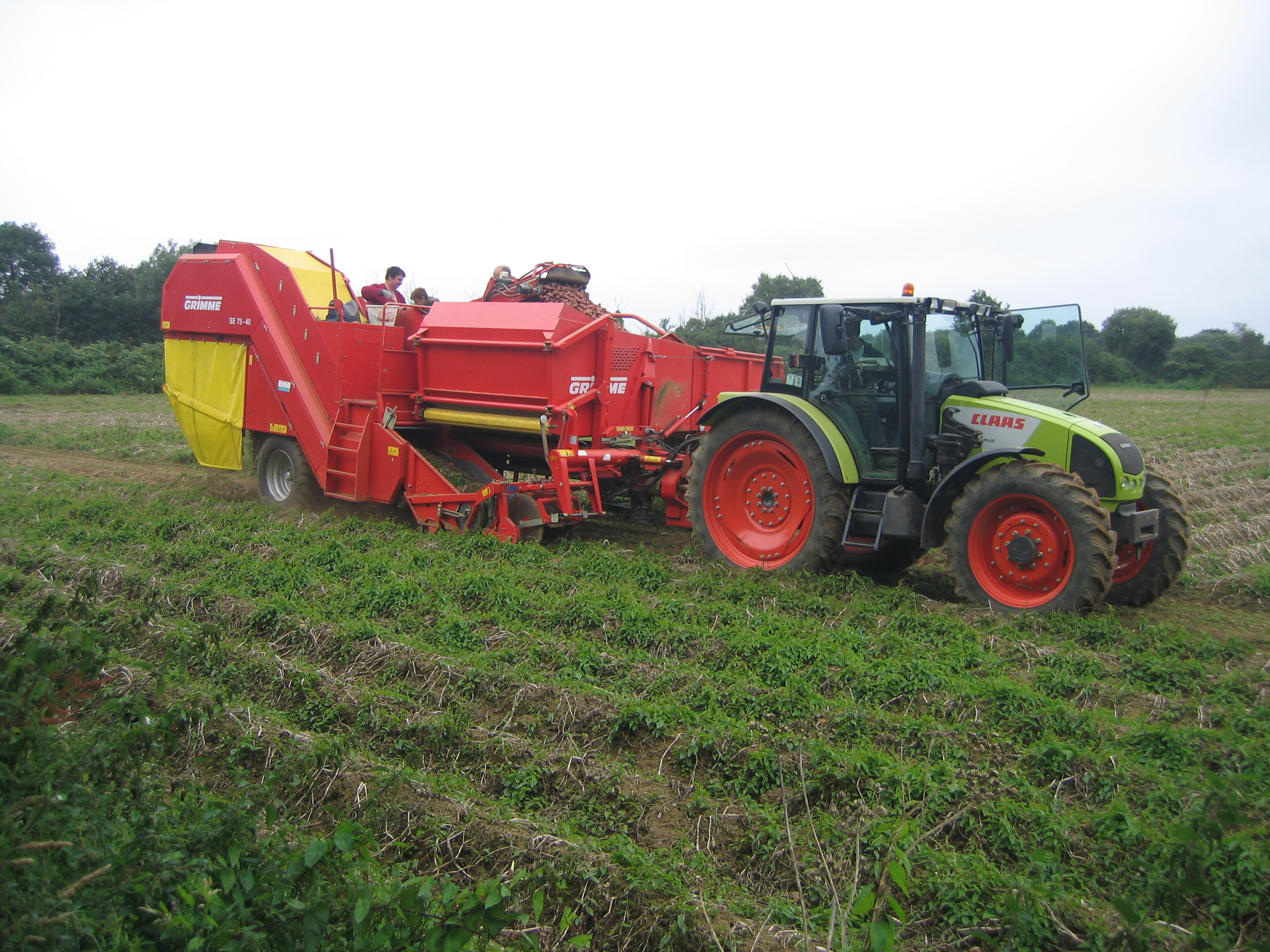
SE 75-40, burgonyakiszedő
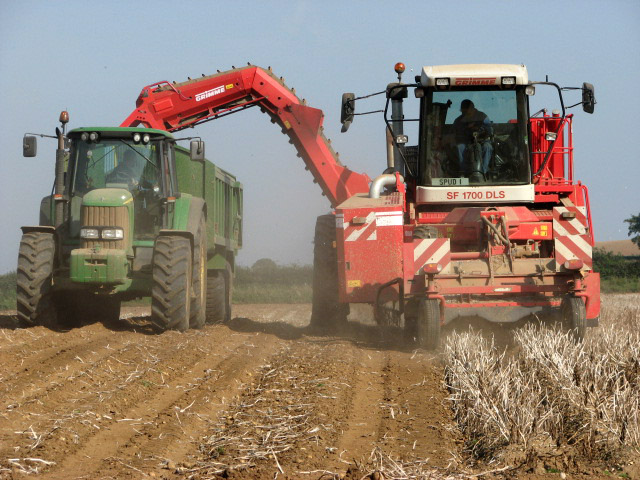
SF 1700 DLS, burgonyakiszedő
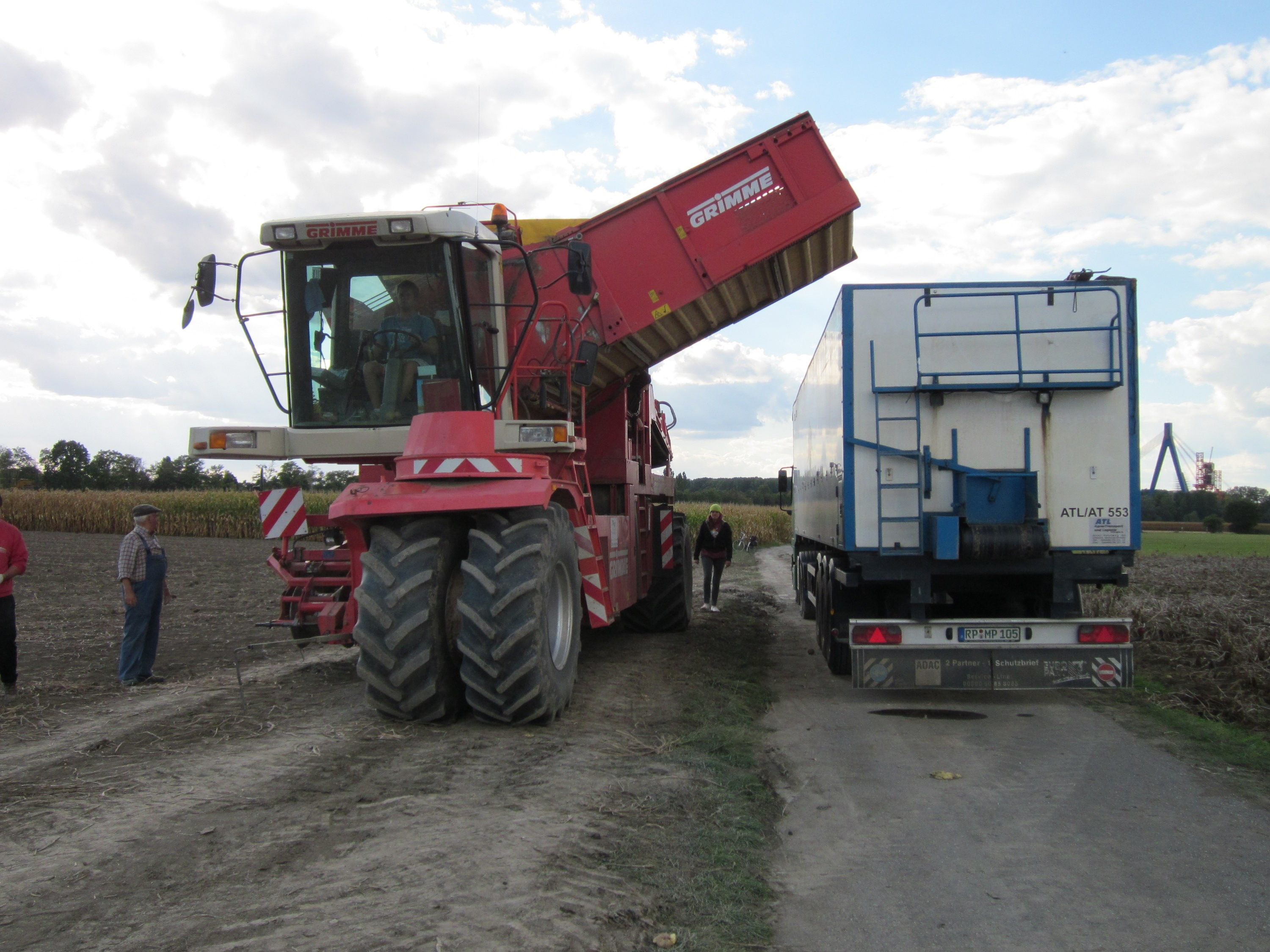
SF 150-60, burgonyakiszedő

## Fordítás
Ez a szócikk részben vagy egészben  a   Grimme-Gruppe című német Wikipédia-szócikk fordításán alapul.  Az eredeti cikk szerkesztőit annak laptörténete sorolja fel. Ez a jelzés csupán a megfogalmazás eredetét és a szerzői jogokat jelzi, nem szolgál a cikkben szereplő információk forrásmegjelöléseként.